# Романенко, Сергей Александрович
Серге́й Алекса́ндрович Романе́нко (род. 8 мая 1956) — российский историк и политолог, специалист по истории Средней Европы и Балкан XIX—XXI веков.

## Биография
Окончил исторический факультет Московского государственного университета (1979) и аспирантуру Института славяноведения и балканистики АН СССР (1982), кандидат исторических наук (1986), доктор исторических наук, профессор кафедры зарубежного регионоведения и внешней политики ИАИ РГГУ.
С 1983 — младший научный сотрудник, с 1990 — научный сотрудник, с 1995 — старший научный сотрудник Института славяноведения и балканистики АН СССР (затем — РАН). С 1999 — старший научный сотрудник Института международных экономических и политических исследований (ИМЭПИ) РАН, с 2005 (после объединения ИМЭПИ и Института экономики) — ведущий научный сотрудник Центра внешней политики России Института экономики РАН.
Член Международного совета журналов «Migracijske i etničke teme» (Загреб), «Časopis za suvremenu povijest» (Загреб), «Historijska traganja» (Сараево). Автор трёх монографий, ряда брошюр, 15 коллективных монографий и большого количества других работ по вопросам национализма, национальным проблемам посткоммунистического периода, политическим структурам в странах Центральной и Восточной Европы в XIX—XXI веках, истории югославянских народов, интеграции и дезинтеграции многонациональных государств в Юго-Восточной Европе. Его труды опубликованы в научной периодике и СМИ 17 стран.

## Основные работы
- Югославия: История возникновения. Кризис. Распад. Образование независимых государств. — М., 2000.
- Югославия, Россия и «славянская идея». Вторая половина XIX — начало XXI века. — М., 2002.
- Закончилась ли на территории распавшейся Югославии Вторая мировая война?